# Paul Gallico
Paul William Gallico (n. 26 iulie 1897, New York City, New York, SUA – d. 15 iulie 1976, Monaco) a fost un scriitor american. Multe dintre lucrările sale au fost ecranizate. El este probabil cel mai cunoscut pentru The Snow Goose (Gâsca de zăpadă), cartea sa cu cel mai mare succes din punct de vedere critic, dar și pentru romanul The Poseidon Adventure (Aventura lui Poseidon), pentru adaptarea sa cinematografică din 1972 de Irwin Allen și pentru cele patru romane despre personajul iubit de cititori, doamna Harris.

## Lucrări scrise
- Farewell to Sport (1938)
- The Adventures of Hiram Holliday (1939, U.S.: Adventures of Hiram Holliday)
- Who Killed My Buddy (1939)
- The Secret Front (1940, sequel al The Adventures of Hiram Holliday}
- The Snow Goose⁠(d) (1941)
- Golf Is a Friendly Game (1942)
- Lou Gehrig: Pride of the Yankees (1942)
- Selected Stories of Paul Gallico (1944)
- The Lonely (1947)
- Confessions of a Story Writer (1948)
- Jennie (1950) (U.S.: The Abandoned)
- The Small Miracle (1951)
- Trial by Terror (1952)
- Snowflake (1952)
- The Foolish Immortals (1953)
- Love of Seven Dolls (1954)
- Ludmila (1955)
- Thomasina, the Cat Who Thought She Was God (1957)
- Flowers for Mrs. Harris (1958, U.S.: Mrs. 'Arris Goes to Paris) (ro. Doamna Harris cucerește Parisul)
- The Steadfast Man (1958, biography of St. Patrick)
- Too Many Ghosts (1959)
- The Hurricane Story (1960)
- Mrs. Harris Goes to New York (1960, U.S.: Mrs. 'Arris Goes to New York) (ro. Doamna Harris cucerește New Yorkul)
- Confessions of a Story Teller (1961, U.S.: Further Confessions of a Story Writer)
- Scruffy (1962)
- Coronation (1962)
- Love, Let Me Not Hunger (1963)
- The Day the Guinea-Pig Talked (1963)
- Three Stories (1964, U.S.: Three Legends)
- The Hand of Mary Constable (1964, sequel to Too Many Ghosts)
- The Silent Miaow (1964)
- The Day Jean-Pierre was Pignapped (1964)
- Mrs. Harris, M.P. (1965, U.S.: Mrs. 'Arris Goes to Parliament)
- The Day Jean-Pierre Went Round the World (1965)
- The Golden People (1965)
- The Man Who Was Magic (1966)
- The Story of Silent Night (1967)
- The Revealing Eye (1967)
- Gallico Magic (1967)
- Manxmouse (1968)
- The Poseidon Adventure (1969)
- The Day Jean-Pierre Joined the Circus (1969)
- Matilda (1970)
- The Zoo Gang (1971)
- Honourable Cat (1972, U.S.: Honorable Cat)
- The Boy Who Invented the Bubble Gun (1974)
- Mrs. Harris Goes to Moscow (1974, U.S.: Mrs. 'Arris Goes to Moscow)
- Miracle in the Wilderness (1975)
- Beyond the Poseidon Adventure (1978)
- The House That Wouldn't Go Away (1979)
- The Best of Paul Gallico (1988)
- Under the Clock (lucrare nepublicată a lui Paul și a soției Pauline)

## Adaptări
Film
- 1942, Joe Smith, American
- 1942, Pride of the Yankees
- 1945, The Clock
- 1952, Assignment – Paris!
- 1953, Lili, bazat pe The Love of Seven Dolls
- 1958, Merry Andrew, bazat pe "The Romance of Henry Menafee"
- 1958, Ein wunderbarer Sommer⁠(de)[traduceți], bazat pe Ludmila
- 1964, The Three Lives of Thomasina, bazat pe Thomasina: The Cat Who Thought She Was God (1957)
- 1971, The Snow Goose
- 1972, The Poseidon Adventure
- 1972, Honorable Cat
- 1978, Matilda
- 1979, Beyond the Poseidon Adventure
- 1991, Mad Lori (Russia)⁠(d), bazat pe Thomasina
- 1992, Mrs. 'Arris Goes to Paris
- 2022, Mrs. Harris Goes to Paris

Televiziune
- 1974, The Zoo Gang
- 1978, A Fire in the Sky
- 1956–1957, The Adventures of Hiram Holliday
- 1969, Daughter of the Mind, bazat pe The Hand of Mary Constable
- 1979, Tondemo Nezumi Daikatsuyaku: Manxmouse (Manxmouse's Great Activity sau The Legend of Manxmouse)

Radio
- 1949, „A fost noaptea de dinainte de Crăciun”, povestire dramatizată ca Atracția 66 a serialului radio NBC Radio City Playhouse
- 2010, The Lonely [10]

Musicale de scenă
- Carnival!, bazat pe The Love of Seven Dolls
- Flowers for Mrs. Harris

Muzică
- 1975, Music Inspired by The Snow Goose, album al trupei britanice de rock progresiv Camel, bazat pe The Snow Goose

### Citate
1. 1 2  Paul Gallico, Internet Speculative Fiction Database, accesat în 9 octombrie 2017
2. 1 2  „Paul Gallico”, Gemeinsame Normdatei, accesat în 13 august 2015
3. 1 2 3  Autoritatea BnF, accesat în 10 octombrie 2015
4. 1 2 3  ProDetLit
5. 1 2  Paul Gallico, SNAC, accesat în 9 octombrie 2017
6. ↑  Lexikon der Goldmann-Taschenbücher[*], p. 124 Verificați valoarea |titlelink= (ajutor)
7. ↑  „Paul Gallico”, Gemeinsame Normdatei, accesat în 15 decembrie 2014
8. ↑  CONOR.SI[*] Verificați valoarea |titlelink= (ajutor)
9. ↑  Ivins, Molly, "Paul Gallico, Sportswriter And Author, Is Dead at 78", The New York Times, July 17, 1976. Retrieved Oct. 25, 2020.
10. ↑  BBC – Afternoon Play – The Lonely

### Lucrări citate
- Holtzman, Jerome (6 mai 1974). „The Gallico Adventure”. New York⁠(d) (în engleză). Vol. 7 nr. 18. pp. 34–45. OCLC 1760010.